# Hersheypark Arena
Die Hersheypark Arena (ursprünglich: Hershey Sports Arena) ist eine Mehrzweckhalle in der US-amerikanischen Stadt Hershey im Bundesstaat Pennsylvania, welche 1936 erbaut wurde und bis zu 8.000 Zuschauern Platz bietet. Der Betreiber der Halle ist die Hershey Entertainment and Resorts Company.

## Geschichte

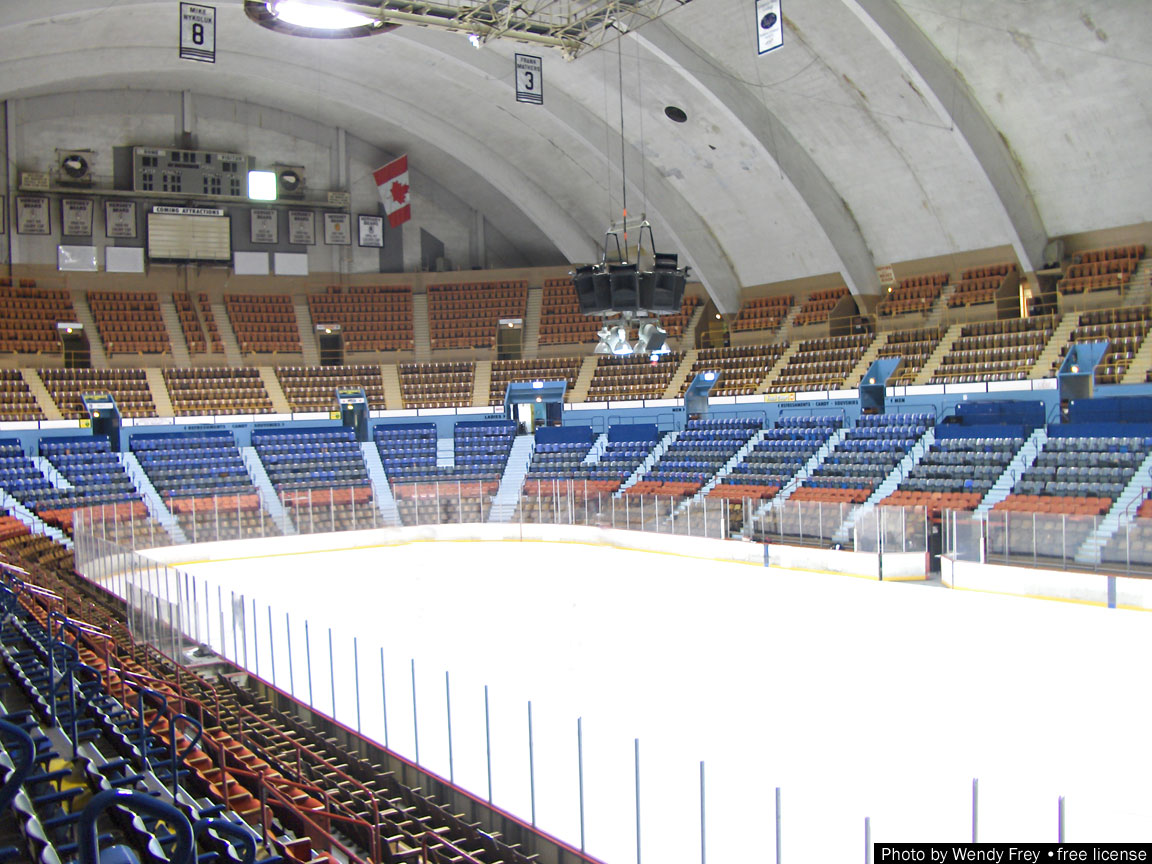
Innenansicht der Hersheypark Arena (2007)

Unter dem Namen Hershey Sports Arena, wurde die Sportarena ursprünglich für das American Hockey League Franchise Hershey Bears als reine Eissporthalle erbaut. Erst im Jahre 2002 siedelten die Hershey Bears in das benachbarte, modernere und größere Giant Center um und nutzen die Hersheypark Arena seither nur noch als Trainingshalle.
In der Arena wurden drei AHL All-Star Games (1954, 1959 und 1996) sowie 18 Calder-Cup-Finalserien ausgetragen und ist heute die Spielstätte der unterklassigen Lebanon Vally College Ice Hockey und Shippensburg University Ice Hockey Collegemannschaften sowie der Hershey Junior Bears, eine von den Hershey Bears unterstützte Juniorenmannschaft. Im Herbst und Winter steht die Arena gewöhnlich auch für öffentliches Eislaufen an den Wochenenden zur Verfügung.
Basketball wurde in der Arena ebenfalls gespielt, z. B. die Pennsylvania Interscholastic Athletic Association-Meisterschaft oder aber auch Spiele der NBA, wo Wilt Chamberlain am 2. März 1962 im Trikot der Philadelphia Warriors in einem Spiel gegen die New York Knicks ganze 100 Punkte, ein im Profibasketball bis heute unerreichter Rekord, erzielen konnte. Weitere in dem Halle ausgetragene Sportarten sind Boxen, Wrestling oder Fußball, wo die Hershey Impact aus der Hallenfussballliga NPSL von 1988 bis 1991 ihre Heimspiele austrugen. 
Neben Sportveranstaltungen werden aber auch andere Veranstaltungen in der Hersheypark Arena ausgetragen, so wurde z. B. am 13. Oktober 1953 eine große Geburtstagsfeier für den damaligen US-Präsident Dwight D. Eisenhower ausgerichtet, da dieser auf seiner Farm in der nahegelegenen Kleinstadt Gettysburg residierte. Auch Musikkonzerte einiger namhafter und bekannter Künstler fanden bisher in dem Stadion statt, z. B. von Frank Sinatra, Johnny Cash, Tina Turner, Billy Joel, Elton John, Britney Spears oder die Bands Kiss, Aerosmith und A-Teens.